# Patrick's Cove
Patrick's Cove est une communauté canadienne située sur l'île de Terre-Neuve dans la province de Terre-Neuve-et-Labrador. Elle est traversée par la route 100.